# Švandův mlýn v Ležákách
Švandův mlýn v Ležákách je zaniklý mlýn, který stál na říčce Ležák pod hrází stejnojmenného rybníka, v katastrálním území Dachov. Byl zničen nacisty s celou vsí 24. června 1942. Místo, kde stál, je chráněno s celým územím zaniklé obce jako národní kulturní památka České republiky s názvem Pietní území Ležáky.

## Historie
Vodní mlýn byl založen před rokem 1698 jako panský mlýn panství Přestavlky. Roku 1757 jej získal do dědičného nájmu Josef Žampach. Často měnil majitele a roku 1902 se dostal do dražby, ale ani nový vlastník si nevedl dobře.
Poté mlýn získal mlynář Josef Šťulík z Tisovce, který jej po pěti letech předal synovi Václavovi. Roku 1937 se do mlýna přiženil Jindřich Švanda z Pusté Rybné. Mlýn zmodernizoval, opatřil jej novými stroji, vybudoval betonový jez a opravil odtokový kanál. V prvních letech zde bydlel s rodinou jeho také švagr Josef Šťulík. Švanda se dobře znal se správcem lomu Hluboká v sousedním Dachově Jindřichem Vaškou, demobilizovaným poručíkem čsl. armády, a s jeho bratrem Františkem Vaškou, který byl nájemcem lomu.
Za nacistické okupace vysílala z podstřeší strojovny tohoto lomu od počátku roku 1942 vysílací stanice Libuše, která byla později přemístěna do věže kostela ve Včelákově a v polovině dubna do Švandova mlýna, do původního podkrovního bytu švagra Šťulíka. Po atentátu na zastupujícího říšského protektora Reinharda Heydricha (27. května 1942) byli 24. června zatčeni jak majitelé lomu bratři Vaškovi, tak obyvatelé Ležák včetně mlynáře Švandy, jeho ženy i švagra, domy vypáleny a většina dospělých zastřelena (Švanda se svou ženou a švagrem 2. července); tragédii přežily pouze dvě jeho neteře Jarmila (* 1939) a Marie (* 1941).

## Popis

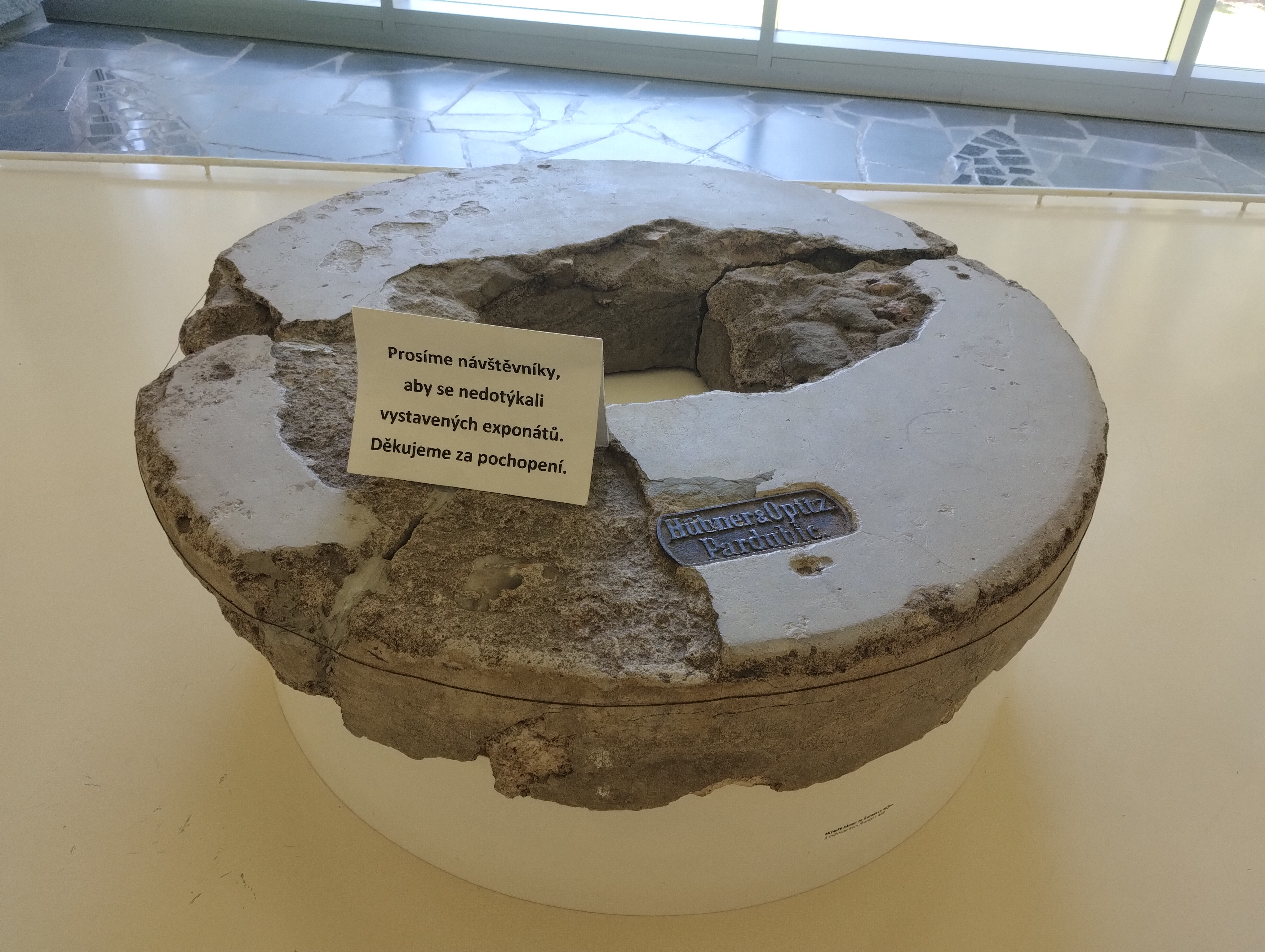
Mlýnský kámen ze Švandova mlýna vystavený v Muzeu Ležáky

Zděný, jednopatrový mlýn měl mlýnici součástí dispozice domu. Původně měl jedno složení se stoupou, v roce 1875 dvě složení a krupník; později bylo jedno složení vybaveno francouzskými kameny a druhé nahrazeno složením uměleckým se žitnou stolicí. Roku 1938 zde pracovala stará stolice dvouválcová žitná a nová stolice pšeničná (porcelánka). Z jiného mlýna sem přišla starší loupačka, kámen na šrotování, starší cylindr, sortýr a reforma. Z palečního kola přenášela pohon na transmisi trejbová kola.

Ke mlýnu vedla voda z rybníka Ležák (1,36 ha) nad mlýnem, kam přitékala z říčky Ležák a potoka Bystřičky. Voda šla na vodní kolo na vrchní vodu (výrobce Jan Vondráček ml.). K roku 1875 měl mlýn dvě kola o průměru 324 cm a šířce 50 cm, později jedno kolo o průměru 322 cm a šířce 68 cm, přenesené ze zrušené pily v Horním Holetíně čp. 109. K roku 1930 je uvedeno jedno kolo na svrchní vodu o hltnosti 0,133 m³/s, spádu 3,7 metru a výkonu 4 HP. V roce 1938 zde pracovalo vodní kolo od Čmelíka ze Svídnice, které Jan Vondráček ml. zúžil ze dvou metrů na jeden a půl metru.
Při mlýně pracovala jednolistá pila (18. a 19. století), stoupa a krupník a také se zde vyráběla elektrická energie pro pohon mlýnských strojů (k roku 1941). Vodní kniha z roku 1941 (vložka č. 103) uvádí: „Energii vodním kolem vyrobenou poháněno jest dynamo pro výrobu elektrického proudu, jímž opět poháněny jsou následující mlýnské stroje“.

## Památník

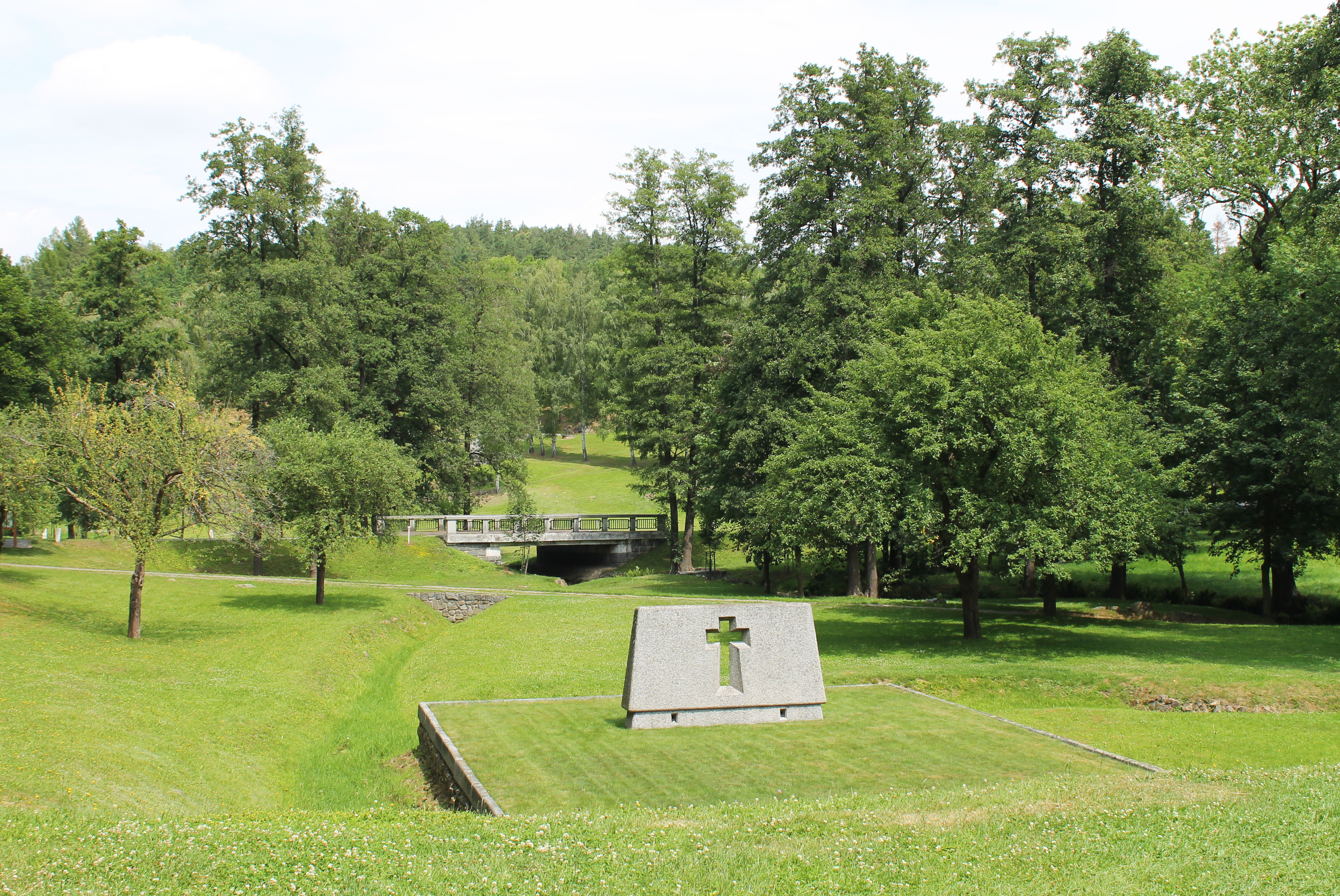
Pomník na místě mlýna – pohled od hráze rybníka

Na místě domů v osadě vzniklo pietní místo. Památník typu „hrobodům“ navrhl architekt Ladislav Žák; má podobu obdélné zatravněné plochy vymezené nízkým žulovým obrubníkem na základu z lomového zdiva. Na ní je usazena žulová stéla šířkového formátu s průhledem ve tvaru vzdušného okoseného kříže. Na zúženém podnoži je zlaceným nápisem uveden text: „Mlýn čp. 26 Bohumil Švanda; rodina Jindřicha Švandy; rodina Josefa Šťulíka, rodina Václava Šťulíka“ a pod křížem uprostřed „Františka Pelikánová“ Uprostřed je plochý obdélný výklenek s kovovými pozůstatky dveří ze spáleniště budovy.